# Священная гора (1926)
«Священная гора» — немецкий горный фильм, снятый Арнольдом Фанком в 1926 году для отдела культуры Universum Film AG (UFA) в его компании Berg- und Sport-Film G.m.b.H. с Лени Рифеншталь, Луисом Тренкером и Эрнстом Петерсеном в главных ролях. Сценарий и монтаж тоже были в его руках. Учитывая, что он также был за камерой, то по сегодняшним меркам можно говорить об авторском фильме.

## Сюжет
Танцовщица Диотима, танцующая наедине с природой на вздымающемся море под грохот волн, чтобы выразить свои чувства, влекут горы. Два друга, юный Виго и более старший Карл, оба заядлые альпинисты, влюбляются в неё после посещения спектакля. Карл настолько тронут выступлением Диотимы, что отправляется в горы, чтобы совладать со своими чувствами. Тем временем, однако, Виго встречает Диотиму и может завоевать её. Когда Карл узнает, как она безудержно ласкает Виго, над дружбой этих двух мужчин собираются грозовые тучи.
Они ссорятся во время восхождения в горы. Виго падает с уступа, Карл только удерживает его, но уже не может подтянуть. Надвигается метель, и у старшего друга галлюцинации, как они с Диотимой идут к алтарю в ледяном дворце. Он хочет подойти к ней, но при этом бросает на смерть не только друга, но и себя. Спасательная команда, которую Диотима посылает за ними, прибывает слишком поздно.

## Производство, предыстория, релиз

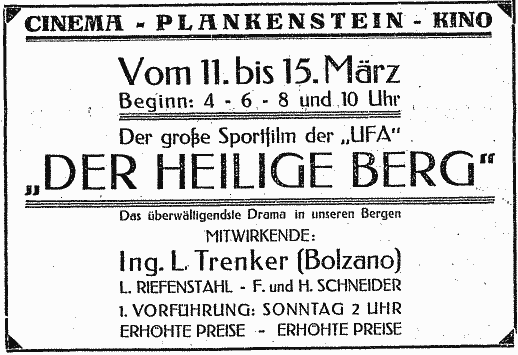
Анонс кинотеатра «Планкенштайн» в Мерано в марте 1928 года (газетаAlpenzeitung)

Съемки фильма заняли около полутора лет; сцены на открытом воздухе проходили в октябре 1925 года в швейцарских Альпах (в Бернском Оберланде, на Алечском леднике и в Ленцерхайде); студийные сцены создавались в залах Filmwerke Staaken в Берлине.
На возведение «Ледового дворца» высотой 16 метров арт-директору Леопольду Блондеру потребовалось четыре недели. Когда съемки откладывались и температура повышалась, дворец грозил растаять, и её приходилось восстанавливать, когда погода снова становилась достаточно холодной.
Съемки на открытом воздухе в швейцарских Альпах проводили Зепп Альгейер, Альберт Бениц, Ганс Шнеебергер и сам Фанк; оператором студийных съемок в Берлине был Хельмар Лерский . Здания для фильма были созданы Леопольдом Блондером.
Фанк, имеющий докторскую степень в области геологии и лыжный инструктор, считается основателем «Фрайбургской школы кинематографа». Он превратил фильмы о лыжах и альпинизме в отдельный жанр художественных фильмов о природе и особенно о горной драме в Германии.
Лени Рифеншталь, как танцовщица школы Мэри Вигман, уже снималась в немом документальном фильме «Пути к силе и красоте» в 1925 году; в «Священной горе» она танцевала отрывки Диотимы из своего танцевального цикла «Три танца Эроса» и адаптировала хореографию. Согласно её мемуарам, Фанк написал для неё концепцию сценария за три ночи в середине 1924 года.
7 октября 1926 года фильм был представлен на цензуру в берлинский Filmprüfstelle и признан «дружественным к молодежи» под номером B.13831. Премьера фильма состоялась 17 декабря 1926 года в берлинском кинотеатре «Уфа-Паласт ам Зоо». Музыку к премьере сочинил Эдмунд Мейзель, который лишь незадолго до этого стал известен широкой аудитории благодаря своей киномузыке к немецкой экранизации «Броненосца Потёмкина» Сергея Михайловича Эйзенштейна.
Священная Гора распространялась компанией Parufamet GmbH. Берлин и была показана по всей Европе во Франции, Испании, Португалии и Греции, а также за границей, в Японии и США, с большим успехом. В Америке премьера фильма состоялась 28 ноября 1927 года в Нью-Йорке под названием «Священная гора» или «Святая гора»; в Бразилии фильм шёл под названием «Монте-Саградо», и только в Дании название отклонилось от первоначального и стало «Современная Ева»

## Приём
О фильме было опубликовано множество публикаций, в том числе и в:
- Леопольд Блондер: Священная гора. В: Die Filmwoche № 31, 1926, стр. 736.
- (О. А.): Священная гора. В: Le Film Complet du Dimanche №. 476, 11 марта 1928 года.
- (О. А.): Лени Рифеншталь. В: Фильм-Курьер от 27 июля 1926 года.
- (О. А.): Лени Рифеншталь — Священная гора. В: Кинонеделя № 51 с 15 декабря 1926 г., стр. 1.
- (О. А.): Премьера Священной Горы. В: Lichtbildbühne № 300 с 17 декабря 1926 года.
- Джон Шиковски: Фильм Танец. In: Нападающий с 21 декабря 1926 года.
- Рифеншталь, Лени: Танцуй на Священной Горе. В: Кинонеделя № 53 с 31 декабря 1926 г., стр. 9.
- Зигфрид Кракауэр: Священная гора. В: Frankfurter Zeitung № 168 с 4 марта 1927 года.

Юрген Дитрих рассказал 24 июня 2006 года: «Священная гора — это драма о любви и дружбе, грандиозное зрелище облачных башен, расщелин, теневых фигур и морских утесов. Чтобы „бросить взгляд человека“ глубоко в „чудовищный мир монстров“ (Бела Балаш, 1931), фильм снят с использованием самых современных технологий на оригинальных локациях среди льда и снега. Своими атмосферными контровыми кадрами, нестандартным монтажом и акробатическими выступлениями актёров и спортсменов, фильмы Арнольда Фанка удовлетворяют потребность кинозрителей в развлечении, а также желание смотреть и содрогаться. Горные фильмы были одним из самых популярных жанров веймарского кино.»
Оскар Кальбус пишет на стр. 91-92 в части I своей работы Vom Werden deutscher Filmkunst: Der stumme Film: "На Рождество 1926 года Фанк удивил экспертов и любителей кино фильмом "Священная гора «. Здесь природа больше не является единственным центром всех событий. Снова что-то новое: природа теперь только отправная точка, только фон и материал для романтической драмы, происходящей внутри неё. В этом стиле Фанк даже превзошел самого себя. Актёры-мужчины в этом фильме — не кинозвезды по профессии, а люди гор и жизни, альпинисты, которые до сих пор занимаются своим искусством без пудры и грима: грубый Луис Тренкер, дерзкий Ханнес Шнайдер, бойкий Эрнст Петерсен и гениальные операторы Ханс Шнеебергер и Зепп Альгейер. Между этими великолепными мужчинами стоит женщина, недавно появившаяся на киноэкране: юная танцовщица Лени Рифеншталь, почти невероятно нежное создание, вдохновленное тончайшими ритмами, не только танцовщица, но и актриса, приносящая с собой много естественное внутренности…»
«Необычные усилия и нагрузки, высокие требования к физической форме, постоянные опасности, длительные поездки и съёмки преимущественно на открытом воздухе, которые всегда зависели от внешних обстоятельств, не зависящих от него, огромная ответственность перед своими коллегами и трудоемкая тщательность, с которой Фанк снимал и монтировал свои фильмы, требовала рабочего времени от одного до двух лет на каждый фильм.» (ср. Зглиницкий, стр. 602)
«В период после Первой мировой войны утвердился жанр горного фильма, который выдвинул на первый план „родину, стилизованную эстетику и красоту человека“. Фильмы соответствовали „многогранному духу времени межвоенного периода“ […]» («Марко», 9. август 2009 г.).
Инес Вальк объяснила в своей работе «Арнольд Фанк — революционер горного кино»: «Находясь в зоне напряжения между модернизмом и романтизмом, немецкий горный фильм рассматривается многими критиками как предфашистский, предшественником „фильмов крови и земли“ Третьего рейха, как „исконно немецкий“. Даже критики того времени осуждали „навязчивую пропаганду высшего света и благородных блондинов“…»
Зигфрид Кракауэр в газете Frankfurter Zeitung, № 168 от 4 марта 1927 года: «Этот фильм, созданный доктором Арнольдом Фанком за полтора года, представляет собой гигантскую композицию из фантазий о культуре тела, солнечных странствий и космического бреда. Даже закоренелый рутинер, которого больше не трогают повседневные эмоциональные фантазии, оказывается здесь выведенным из равновесия. Возможно, в Германии то тут, то там появляются небольшие группы молодых людей, которые пытаются противопоставить тому, что они называют механизацией во всех её формах, безумное потакание природе, паническое бегство в туманное варево смутной сентиментальности. Как выражение их способа не существовать, фильм является высшим достижением.»
Журнал Die Lichtbild-Bühne, № 13, 15 января 1927 года: «После многократного прослушивания музыки её ценность и оригинальность все яснее выходят на первый план. Средства инструментовки, которые не всегда сразу понятны консервативным душам, здесь, как и в каждом художественно ценном произведении, идентичны мелодическим средствам, но даже эти последние не должны оцениваться по стандарту приятности.»
Канал культуры Arte транслировал фильм по немецкому телевидению в полночь 24 ноября 2006 года в версии, восстановленной из вирусной копии, хранящейся в Бундесархиве Берлина, и черно-белой версии, предоставленной Фондом итальянских кинетек (Fondazione Cineteca Italiana, Милан) в сотрудничестве с Фондом Фридриха Вильгельма Мурнау.
Под тем же названием «Священная гора — Монтана Сакра» был снят фильм 1973 года чилийского режиссёра, актёра и писателя Алехандро Ходоровски. Однако его мистицизм имеет мало общего с мистицизмом Фанка.